# 三重県道157号川原北勢インター線
三重県道157号川原北勢インター線（みえけんどう157ごう かわはらほくせいインターせん）は、三重県いなべ市を通る一般県道である。

## 概要
いなべ市北勢町川原からいなべ市北勢町瀬木に至る。南北にほぼ一直線に通る2車線の道路である。

### 路線データ
- 起点：いなべ市北勢町川原（三重県道606号鼎田辺線交点）
- 終点：いなべ市北勢町瀬木（瀬木交差点、国道306号交点）
- 総延長：6,859 m

## 歴史
- 1995年（平成7年）4月1日 - 路線認定[1]。

## 路線状況

### 交通量
平日12時間交通量
| 地点                     | 交通量 |
| ------------------------ | ------ |
| いなべ市北勢町京ヶ野新田 | 883台  |

## 地理

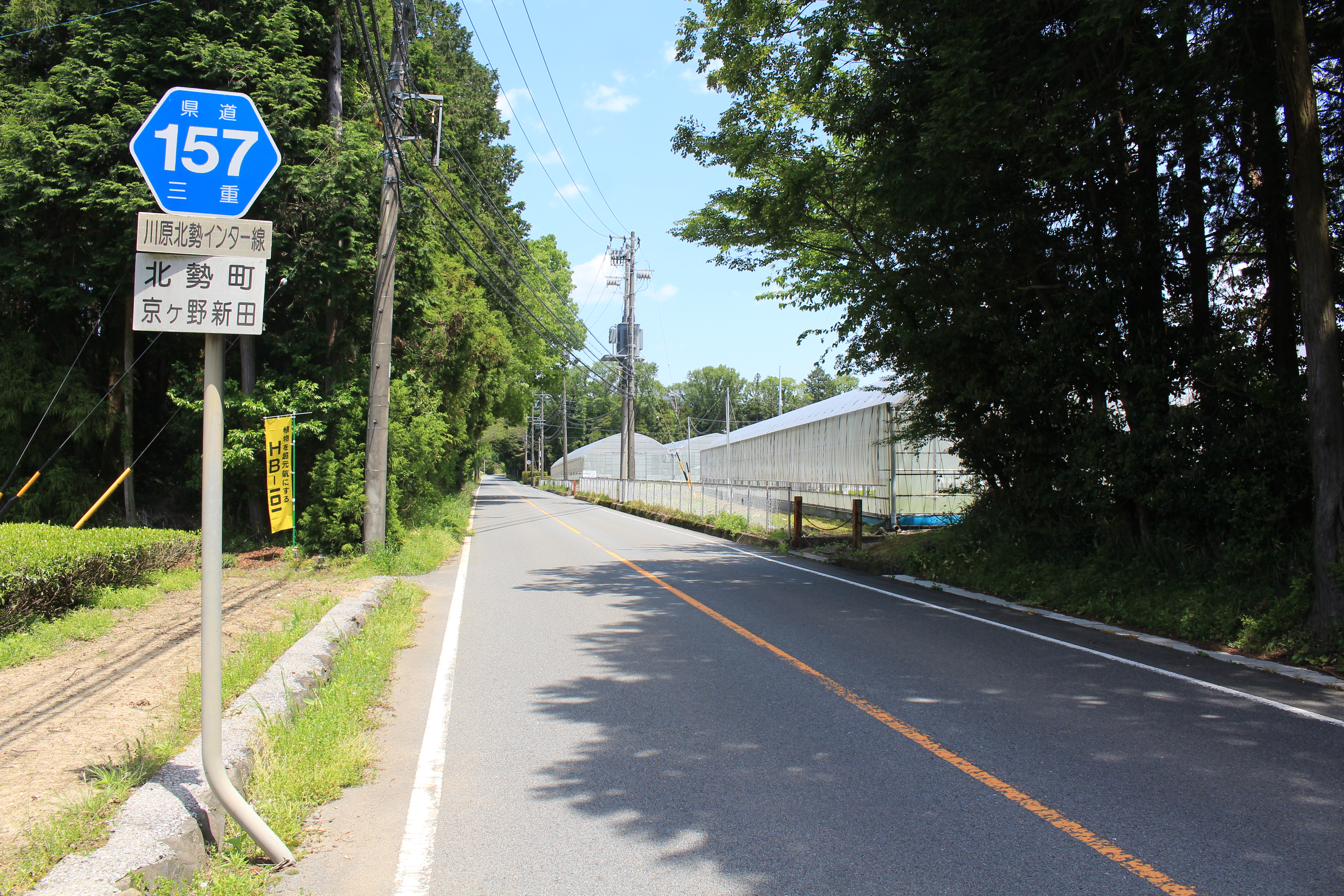
三重県道157号川原北勢インター線、いなべ市北勢町京ヶ野新田

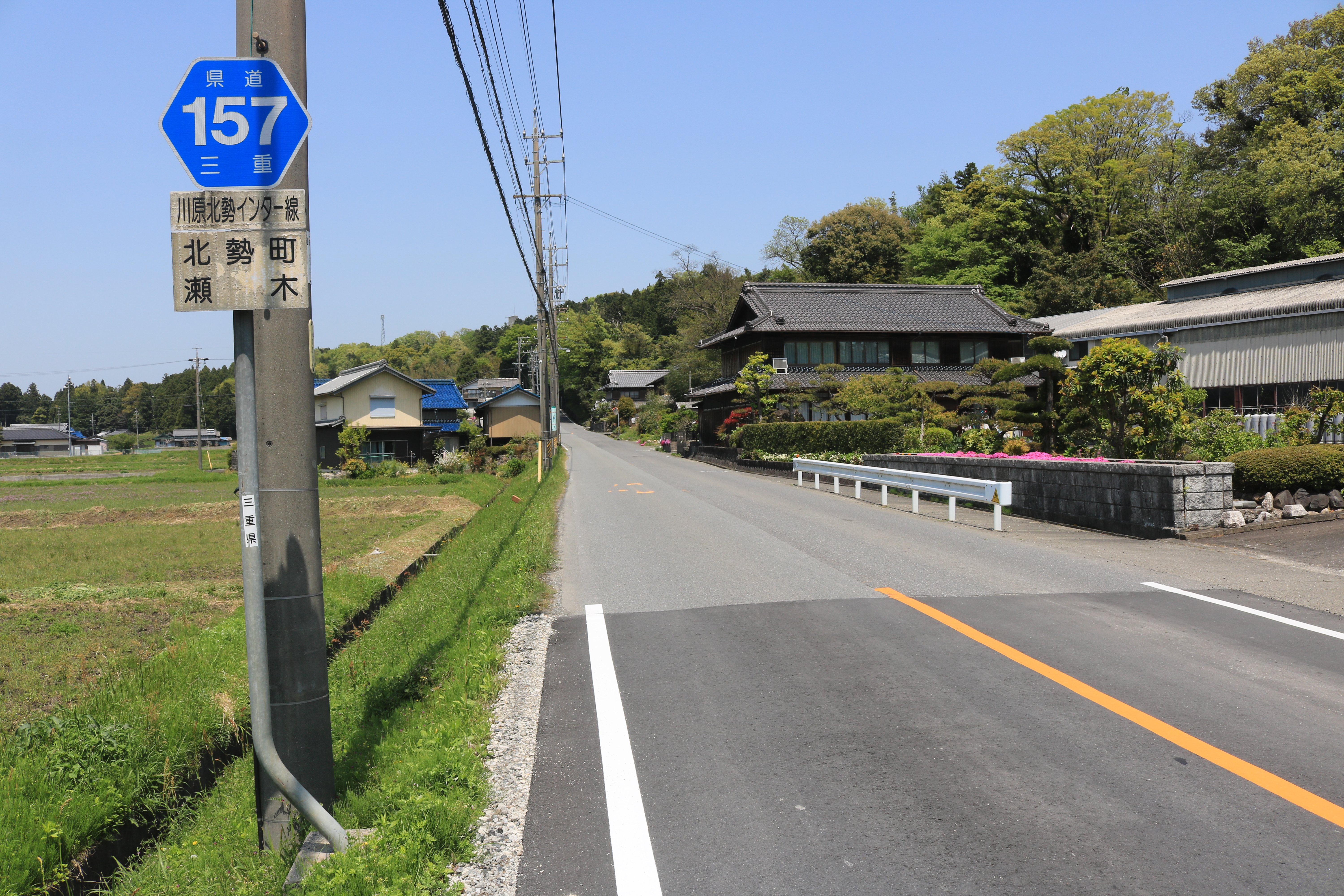
国道306号・国道365号（重複区間）への接続部の終点付近、いなべ市北勢町瀬木

### 通過する自治体
- 三重県
  - いなべ市

### 交差する道路
| 交差する道路             | 交差する場所     | 交差する場所      |
| ------------------------ | ---------------- | ----------------- |
| 三重県道606号鼎田辺線    | 北勢町川原       | 起点              |
| 三重県道607号畑毛本郷線  | 北勢町京ヶ野新田 |                   |
| 国道306号 国道365号 重複 | 北勢町瀬木       | 瀬木交差点 / 終点 |

### 沿線
- 丸山神社
- 京ヶ野ゴルフ倶楽部
- いなべ市ごみ処理施設あじさいクリーンセンター
- 中部電力パワーグリッド西部変電所
- 伊勢農場いなべ農場
- 伸和精工三重工場
- C3 東海環状自動車道 18 いなべIC